# Man's World
«Man's World» es una canción interpretada y compuesta por la cantautora británica Marina, incluida en su quinto álbum de estudio Ancient Dreams in a Modern Land (2021). Jennifer Decilveo y la cantante se encargaron de la producción, mientras que Atlantic Records la publicó como el primer sencillo del disco el 18 de noviembre de 2020.

## Antecedentes y lanzamiento

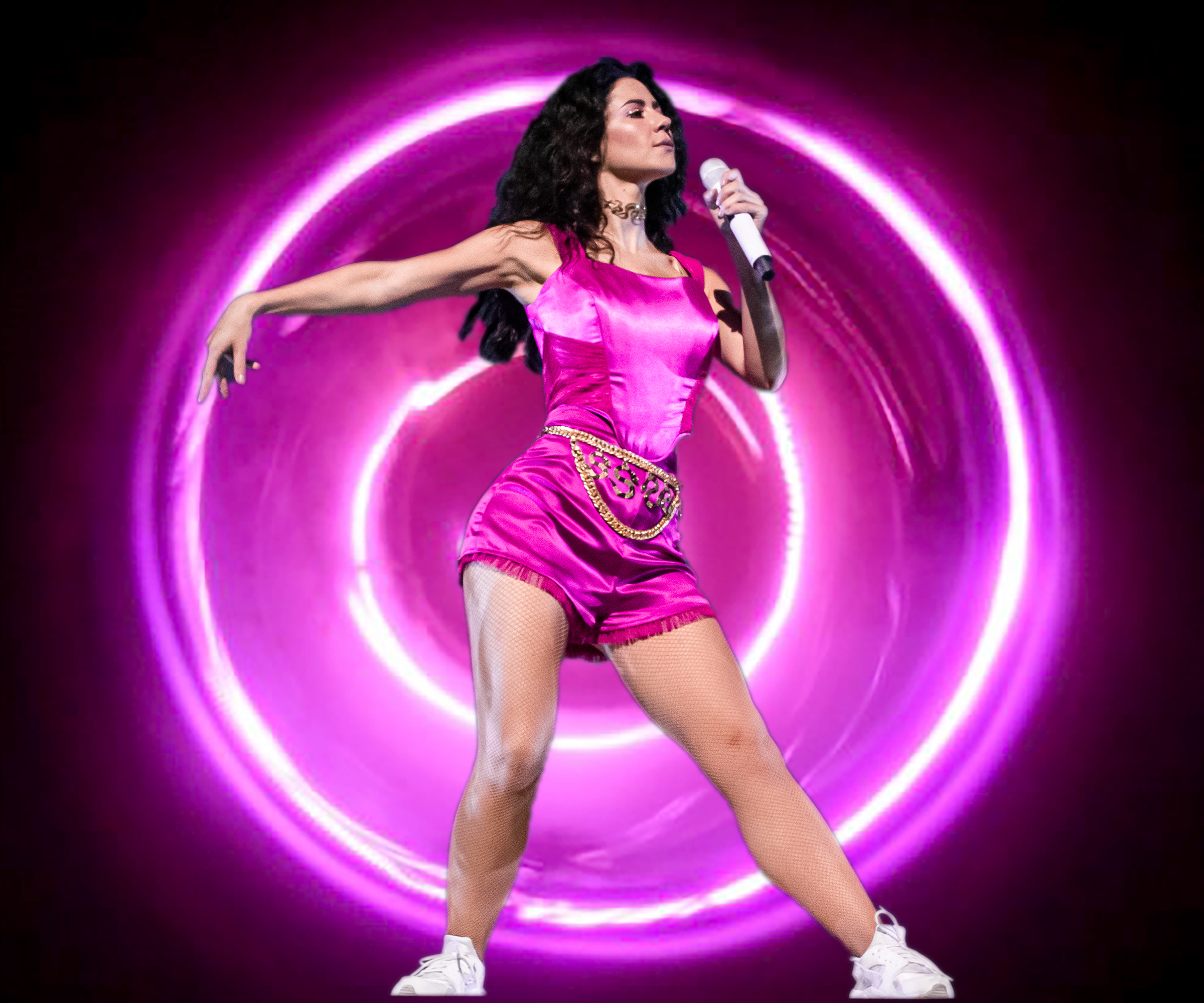
Marina actuando en vivo en The Greek Theatre en Los Ángeles, 2019.

En 2019, entró en una nueva era en su carrera, comenzando por eliminar "and the Diamonds" de su nombre artístico y lanzando su cuarto álbum de estudio, Love + Fear. «Man's World» fue producida por la estadounidense Jennifer Decilveo y escrita y coproducida por Marina. Marina reveló en una entrevista con Vogue que la canción debía ser lanzada en abril de 2020 para coincidir con su actuación en el Festival de Música y Artes de Coachella Valley, pero la cancelación del festival debido a la pandemia de COVID-19 lo impidió.
Se lanzó para descarga digital y transmisión en varios países el 18 de noviembre de 2020, a través de Atlantic Records. Ese mismo día, Marina creó un enlace de pedido anticipado para una edición limitada única en su sitio web oficial.  

## Créditos y personal
Créditos adaptados de Tidal.
- Marina Diamandis - voz
- Jennifer Decilveo - productora, coros, programación de batería, grabación, teclados, sintetizador
- Jacob Johnston - ingeniero asistente
- Nick Brumme - ingeniero asistente
- Emily Lazar - masterización
- Dan Gretch - mezcla
- Cian Riordan - grabación
- Patrick Kelly - bajo
- Sam Kauffman - batería

## Posicionamiento en listas
| Listas (2020)                    | Mejor posición |
| -------------------------------- | -------------- |
| Nueva Zelanda Hot Singles (RMNZ) | 36             |
| Reino Unido Download (OCC)       | 96             |
| Reino Unido Sales (OCC)          | 99             |

## Historial de lanzamiento
| País   | Fecha                   | Formato                     | Discográfica | Ref   |
| ------ | ----------------------- | --------------------------- | ------------ | ----- |
| Varios | 18 de noviembre de 2020 | Descarga digital, streaming | Capitol      | [ 8 ] |